# Wahlkreis Legnano
Der Wahlkreis Legnano war von 1993 bis 2005 und ist seit 2017 wieder ein Wahlkreis (italienisch collegio elettorale) für die Wahl der Abgeordnetenkammer.

## Von 1993 bis 2005

### Wahlkreisgebiet
Der Wahlkreis umfasste 7 Gemeinden (Canegrate, Cerro Maggiore, Legnano, Parabiago, Rescaldina, San Giorgio su Legnano und San Vittore Olona).

### Wahlergebnisse

#### Parlamentswahl 1994

##### Direktstimmen
| Kandidaten               | Kandidaten                             | Parteien                                 | Stimmen | %    |
| ------------------------ | -------------------------------------- | ---------------------------------------- | ------- | ---- |
|                          | Marcello Lazzatigewählt                | Polo delle Libertà (FI – LN – CCD – UdC) | 55.382  | 59,4 |
|                          | Sergio Bonelli                         | Progressisti                             | 19.393  | 20,8 |
|                          | Carmen Colombo                         | Patto per l’Italia                       | 13.055  | 14,0 |
|                          | Alessandro Giovanni Usseglio Laviretta | Alleanza Nazionale                       | 5.422   | 5,8  |
| Gesamt                   | Gesamt                                 | Gesamt                                   | 93.252  | 100  |
|                          |                                        |                                          |         |      |
| Ungültige Stimmen        | Ungültige Stimmen                      | Ungültige Stimmen                        | 4.366   | 4,5  |
| Wähler                   | Wähler                                 | Wähler                                   | 97.618  | 93,0 |
| Wahlberechtigte          | Wahlberechtigte                        | Wahlberechtigte                          | 104.989 |      |
|                          |                                        |                                          |         |      |
| Quelle: Innenministerium |                                        |                                          |         |      |

##### Listenstimmen
| Parteien                             | Parteien                | Parteien                           | Stimmen | %    |
| ------------------------------------ | ----------------------- | ---------------------------------- | ------- | ---- |
|                                      | Polo delle Libertà      | Lega Nord                          | 25.018  | 26,5 |
| Forza Italia                         | Polo delle Libertà      | 24.064                             | 25,5    |      |
| ↳ Gesamt                             | Polo delle Libertà      | 49.082                             | 52,1    |      |
|                                      | Progressisti            | Partito Democratico della Sinistra | 11.160  | 11,8 |
| Partito della Rifondazione Comunista | Progressisti            | 4.056                              | 4,3     |      |
| Federazione dei Verdi                | Progressisti            | 2.404                              | 2,6     |      |
| Alleanza Democratica                 | Progressisti            | 1.264                              | 1,3     |      |
| La Rete                              | Progressisti            | 1.093                              | 1,2     |      |
| Partito Socialista Italiano          | Progressisti            | 1.004                              | 1,1     |      |
| ↳ Gesamt                             | Progressisti            | 20.981                             | 22,3    |      |
|                                      | Patto per l’Italia      | Partito Popolare Italiano          | 8.693   | 9,2  |
| Patto Segni                          | Patto per l’Italia      | 4.349                              | 4,6     |      |
| ↳ Gesamt                             | Patto per l’Italia      | 13.042                             | 13,8    |      |
|                                      | Alleanza Nazionale      | Alleanza Nazionale                 | 4.785   | 5,1  |
|                                      | Lista Marco Pannella    | Lista Marco Pannella               | 4.304   | 4,6  |
|                                      | Lega Alpina Lumbarda    | Lega Alpina Lumbarda               | 1.438   | 1,5  |
|                                      | La Lega di Angela Bossi | La Lega di Angela Bossi            | 623     | 0,7  |
| Gesamt                               | Gesamt                  | Gesamt                             | 94.255  | 100  |
|                                      |                         |                                    |         |      |
| Ungültige Stimmen                    | Ungültige Stimmen       | Ungültige Stimmen                  | 3.364   | 3,4  |
| Wähler                               | Wähler                  | Wähler                             | 97.619  | 93,0 |
| Wahlberechtigte                      | Wahlberechtigte         | Wahlberechtigte                    | 104.989 |      |
|                                      |                         |                                    |         |      |
| Quelle: Innenministerium             |                         |                                    |         |      |

#### Parlamentswahl 1996

##### Direktstimmen
| Kandidaten               | Kandidaten             | Parteien            | Stimmen | %    |
| ------------------------ | ---------------------- | ------------------- | ------- | ---- |
|                          | Giulio Savelligewählt  | Polo per le Libertà | 33.645  | 36,8 |
|                          | Piera Mercedes Landoni | L’Ulivo             | 30.880  | 33,7 |
|                          | Alessandra Padoan      | Lega Nord           | 27.020  | 29,5 |
| Gesamt                   | Gesamt                 | Gesamt              | 91.545  | 100  |
|                          |                        |                     |         |      |
| Ungültige Stimmen        | Ungültige Stimmen      | Ungültige Stimmen   | 5.018   | 5,2  |
| Wähler                   | Wähler                 | Wähler              | 96.563  | 90,2 |
| Wahlberechtigte          | Wahlberechtigte        | Wahlberechtigte     | 107.059 |      |
|                          |                        |                     |         |      |
| Quelle: Innenministerium |                        |                     |         |      |

##### Listenstimmen
| Parteien                                          | Parteien                             | Parteien                             | Stimmen | %    |
| ------------------------------------------------- | ------------------------------------ | ------------------------------------ | ------- | ---- |
|                                                   | Polo per le Libertà                  | Forza Italia                         | 22.142  | 24,1 |
| Alleanza Nazionale                                | Polo per le Libertà                  | 7.526                                | 8,2     |      |
| CCD – CDU                                         | Polo per le Libertà                  | 3.939                                | 4,3     |      |
| ↳ Gesamt                                          | Polo per le Libertà                  | 33.607                               | 36,6    |      |
|                                                   | Lega Nord                            | Lega Nord                            | 25.388  | 27,7 |
|                                                   | L’Ulivo                              | Partito Democratico della Sinistra   | 13.525  | 14,7 |
| Popolari per Prodi (PPI – SVP – PRI – UD – Prodi) | L’Ulivo                              | 5.000                                | 5,5     |      |
| Rinnovamento Italiano                             | L’Ulivo                              | 3.286                                | 3,6     |      |
| Federazione dei Verdi                             | L’Ulivo                              | 2.520                                | 2,7     |      |
| ↳ Gesamt                                          | L’Ulivo                              | 24.331                               | 26,5    |      |
|                                                   | Partito della Rifondazione Comunista | Partito della Rifondazione Comunista | 5.573   | 6,1  |
|                                                   | Lista Pannella – Sgarbi              | Lista Pannella – Sgarbi              | 2.145   | 2,3  |
|                                                   | Fiamma Tricolore                     | Fiamma Tricolore                     | 542     | 0,6  |
|                                                   | Partito Umanista                     | Partito Umanista                     | 128     | 0,1  |
| Gesamt                                            | Gesamt                               | Gesamt                               | 91.714  | 100  |
|                                                   |                                      |                                      |         |      |
| Ungültige Stimmen                                 | Ungültige Stimmen                    | Ungültige Stimmen                    | 4.851   | 5,0  |
| Wähler                                            | Wähler                               | Wähler                               | 96.565  | 90,2 |
| Wahlberechtigte                                   | Wahlberechtigte                      | Wahlberechtigte                      | 107.059 |      |
|                                                   |                                      |                                      |         |      |
| Quelle: Innenministerium                          |                                      |                                      |         |      |

#### Parlamentswahl 2001

##### Direktstimmen
| Kandidaten               | Kandidaten          | Parteien               | Stimmen | %    |
| ------------------------ | ------------------- | ---------------------- | ------- | ---- |
|                          | Luigi Caserogewählt | Casa delle Libertà     | 49.026  | 54,7 |
|                          | Giuseppe Lionetti   | L’Ulivo                | 34.184  | 38,1 |
|                          | Vincenzo Calbi      | Lista Di Pietro        | 5.009   | 5,6  |
|                          | Emilio Ardo         | Popolare Alto Milanese | 1.409   | 1,6  |
| Gesamt                   | Gesamt              | Gesamt                 | 89.628  | 100  |
|                          |                     |                        |         |      |
| Ungültige Stimmen        | Ungültige Stimmen   | Ungültige Stimmen      | 5.893   | 6,2  |
| Wähler                   | Wähler              | Wähler                 | 95.521  | 87,2 |
| Wahlberechtigte          | Wahlberechtigte     | Wahlberechtigte        | 109.490 |      |
|                          |                     |                        |         |      |
| Quelle: Innenministerium |                     |                        |         |      |

##### Listenstimmen
| Parteien                       | Parteien                             | Parteien                               | Stimmen | %    |
| ------------------------------ | ------------------------------------ | -------------------------------------- | ------- | ---- |
|                                | Casa delle Libertà                   | Forza Italia                           | 30.156  | 33,1 |
| Lega Nord                      | Casa delle Libertà                   | 10.979                                 | 12,1    |      |
| Alleanza Nazionale             | Casa delle Libertà                   | 7.913                                  | 8,7     |      |
| CCD – CDU                      | Casa delle Libertà                   | 1.858                                  | 2,0     |      |
| ↳ Gesamt                       | Casa delle Libertà                   | 50.906                                 | 56,0    |      |
|                                | L’Ulivo                              | La Margherita (Dem – PPI – RI – Udeur) | 14.850  | 16,3 |
| Democratici di Sinistra        | L’Ulivo                              | 9.011                                  | 9,9     |      |
| Il Girasole (FdV – SDI)        | L’Ulivo                              | 1.826                                  | 2,0     |      |
| Partito dei Comunisti Italiani | L’Ulivo                              | 1.428                                  | 1,6     |      |
| ↳ Gesamt                       | L’Ulivo                              | 27.115                                 | 29,8    |      |
|                                | Partito della Rifondazione Comunista | Partito della Rifondazione Comunista   | 4.634   | 5,1  |
|                                | Lista Di Pietro                      | Lista Di Pietro                        | 3.874   | 4,3  |
|                                | Lista Emma Bonino                    | Lista Emma Bonino                      | 2.634   | 2,9  |
|                                | Partito Pensionati                   | Partito Pensionati                     | 1.054   | 1,2  |
|                                | Democrazia Europea                   | Democrazia Europea                     | 681     | 0,7  |
|                                | Abolizione Scorporo                  | Abolizione Scorporo                    | 83      | 0,1  |
| Gesamt                         | Gesamt                               | Gesamt                                 | 90.981  | 100  |
|                                |                                      |                                        |         |      |
| Ungültige Stimmen              | Ungültige Stimmen                    | Ungültige Stimmen                      | 4.548   | 4,8  |
| Wähler                         | Wähler                               | Wähler                                 | 95.529  | 87,2 |
| Wahlberechtigte                | Wahlberechtigte                      | Wahlberechtigte                        | 109.490 |      |
|                                |                                      |                                        |         |      |
| Quelle: Innenministerium       |                                      |                                        |         |      |

## Von 2017 bis 2020

### Wahlkreisgebiet
Der Wahlkreis umfasste 15 Gemeinden der Metropolitanstadt Mailand (Canegrate, Cerro Maggiore, Cornaredo, Legnano, Nerviano, Parabiago, Pero, Pogliano Milanese, Pregnana Milanese, Rescaldina, Rho, San Giorgio su Legnano, San Vittore Olona, Settimo Milanese und Vanzago).

### Wahlergebnisse

#### Parlamentswahl 2018
| Kandidaten               | Kandidaten                | Stimmen | %    | Listen                              | Stimmen | %    |
| ------------------------ | ------------------------- | ------- | ---- | ----------------------------------- | ------- | ---- |
|                          | Massimo Garavagliagewählt | 71.932  | 43,4 | Lega                                | 42.219  | 25,5 |
| Forza Italia             | Massimo Garavagliagewählt | 71.932  | 43,4 | 21.854                              | 13,2    |      |
| Fratelli d’Italia        | Massimo Garavagliagewählt | 71.932  | 43,4 | 6.408                               | 3,9     |      |
| Noi con l’Italia – UDC   | Massimo Garavagliagewählt | 71.932  | 43,4 | 1.451                               | 0,9     |      |
|                          | Riccardo Olgiati          | 42.151  | 25,4 | Movimento 5 Stelle                  | 42.151  | 25,4 |
|                          | Monica Berna Nasca        | 42.080  | 25,4 | Partito Democratico                 | 35.932  | 21,7 |
| +Europa                  | Monica Berna Nasca        | 42.080  | 25,4 | 4.710                               | 2,8     |      |
| Italia Europa Insieme    | Monica Berna Nasca        | 42.080  | 25,4 | 759                                 | 0,5     |      |
| Civica Popolare          | Monica Berna Nasca        | 42.080  | 25,4 | 679                                 | 0,4     |      |
|                          | Giuseppe Scarfone         | 5.066   | 3,1  | Liberi e Uguali                     | 5.066   | 3,1  |
|                          | Renata Mangano            | 1.653   | 1,0  | CasaPound Italia                    | 1.653   | 1,0  |
|                          | Mauro Rossetti            | 1.492   | 0,9  | Potere al Popolo!                   | 1.492   | 0,9  |
|                          | Innocenza Laguri          | 804     | 0,5  | Il Popolo della Famiglia            | 804     | 0,5  |
|                          | Simone Tuosto             | 455     | 0,3  | 10 Volte Meglio                     | 455     | 0,3  |
|                          | Lazzaro Gilberti          | 108     | 0,1  | Partito Repubblicano Italiano – ALA | 108     | 0,1  |
| Gesamt                   | Gesamt                    | 165.741 | 100  |                                     | 165.741 | 100  |
|                          |                           |         |      |                                     |         |      |
| Ungültige Stimmen        | Ungültige Stimmen         | 4.892   | 2,9  |                                     |         |      |
| Wähler                   | Wähler                    | 170.633 | 76,7 |                                     |         |      |
| Wahlberechtigte          | Wahlberechtigte           | 222.521 |      |                                     |         |      |
|                          |                           |         |      |                                     |         |      |
| Quelle: Innenministerium |                           |         |      |                                     |         |      |

## Seit 2020

### Wahlkreisgebiet
| Wahlkreise – Camera dei deputati – Lombardei | Wahlkreise – Camera dei deputati – Lombardei | Wahlkreise – Camera dei deputati – Lombardei |
| Provinz                                      | Provinz                                      | Gemeinden nach Provinzen ⮞ Wahlkreis |
| -------------------------------------------- | -------------------------------------------- | --- |
|                                              | Metropolitanstadt Mailand (133 Gemeinden)    | ↳ Lombardei 1: Teil Mailands ⮞ Wahlkreis Mailand – Bande Nere Teil Mailands ⮞ Wahlkreis Mailand – Buenos Aires – Venezia Teil Mailands ⮞ Wahlkreis Mailand – Loreto 40 ⮞ Wahlkreis Rozzano 31 ⮞ Wahlkreis Legnano 33 ⮞ Wahlkreis Cologno Monzese 17 ⮞ Wahlkreis Sesto San Giovanni ↳ Lombardei 4: 11 ⮞ Wahlkreis Lodi |
|                                              | Provinz Bergamo (243 Gemeinden)              | ↳ Lombardei 2: 36 ⮞ Wahlkreis Lecco ↳ Lombardei 3: 117 ⮞ Wahlkreis Bergamo 90 ⮞ Wahlkreis Treviglio |
|                                              | Provinz Brescia (205 Gemeinden)              | ↳ Lombardei 3: 37 ⮞ Wahlkreis Brescia 46 ⮞ Wahlkreis Desenzano del Garda 112 ⮞ Wahlkreis Lumezzane ↳ Lombardei 4: 10 ⮞ Wahlkreis Cremona |
|                                              | Provinz Como (148 Gemeinden)                 | 66 ⮞ Wahlkreis Como 82 ⮞ Wahlkreis Sondrio |
|                                              | Provinz Cremona (113 Gemeinden)              | alle ⮞ Wahlkreis Cremona |
|                                              | Provinz Lecco (84 Gemeinden)                 | alle ⮞ Wahlkreis Lecco |
|                                              | Provinz Lodi (60 Gemeinden)                  | alle ⮞ Wahlkreis Lodi |
|                                              | Provinz Mantua (64 Gemeinden)                | alle ⮞ Wahlkreis Mantua |
|                                              | Provinz Monza und Brianza (55 Gemeinden)     | 30 ⮞ Wahlkreis Monza 25 ⮞ Wahlkreis Seregno |
|                                              | Provinz Pavia (186 Gemeinden)                | 157 ⮞ Wahlkreis Pavia 29 ⮞ Wahlkreis Lodi |
|                                              | Provinz Sondrio (77 Gemeinden)               | alle ⮞ Wahlkreis Sondrio |
|                                              | Provinz Varese (138 Gemeinden)               | 101 ⮞ Wahlkreis Varese 37 ⮞ Wahlkreis Busto Arsizio |

Der Wahlkreis umfasst 31 Gemeinden der Metropolitanstadt Mailand.

### Wahlergebnisse

#### Parlamentswahl 2022
| Kandidaten                          | Kandidaten           | Stimmen | %    | Listen                                                  | Stimmen | %    |
| ----------------------------------- | -------------------- | ------- | ---- | ------------------------------------------------------- | ------- | ---- |
|                                     | Laura Ravettogewählt | 93.142  | 50,9 | Fratelli d’Italia                                       | 53.783  | 29,4 |
| Lega per Salvini Premier            | Laura Ravettogewählt | 93.142  | 50,9 | 24.216                                                  | 13,2    |      |
| Forza Italia                        | Laura Ravettogewählt | 93.142  | 50,9 | 13.808                                                  | 7,5     |      |
| Noi Moderati                        | Laura Ravettogewählt | 93.142  | 50,9 | 1.335                                                   | 0,7     |      |
|                                     | Sara Bettinelli      | 49.352  | 27,0 | Partito Democratico – Italia Democratica e Progressista | 35.227  | 19,3 |
| Alleanza Verdi e Sinistra           | Sara Bettinelli      | 49.352  | 27,0 | 6.852                                                   | 3,7     |      |
| +Europa                             | Sara Bettinelli      | 49.352  | 27,0 | 6.531                                                   | 3,6     |      |
| Impegno Civico – Centro Democratico | Sara Bettinelli      | 49.352  | 27,0 | 742                                                     | 0,4     |      |
|                                     | Andrea Sfondrini     | 16.031  | 8,8  | Azione – Italia Viva                                    | 16.031  | 8,8  |
|                                     | Riccardo Olgiati     | 15.775  | 8,6  | Movimento 5 Stelle                                      | 15.775  | 8,6  |
|                                     | Alessandra Roggia    | 3.291   | 1,8  | Italexit per l’Italia                                   | 3.291   | 1,8  |
|                                     | Stefano Amann        | 2.055   | 1,1  | Unione Popolare                                         | 2.055   | 1,1  |
|                                     | Andrea Grattarola    | 2.017   | 1,1  | Italia Sovrana e Popolare                               | 2.017   | 1,1  |
|                                     | Luisa Forlini        | 1.149   | 0,6  | Vita                                                    | 1.149   | 0,6  |
|                                     | Erminio Martucci     | 182     | 0,1  | Noi di Centro – Europeisti                              | 182     | 0,1  |
| Gesamt                              | Gesamt               | 182.994 | 100  |                                                         | 182.994 | 100  |
|                                     |                      |         |      |                                                         |         |      |
| Ungültige Stimmen                   | Ungültige Stimmen    | 7.032   | 3,7  |                                                         |         |      |
| Wähler                              | Wähler               | 190.026 | 69,9 |                                                         |         |      |
| Wahlberechtigte                     | Wahlberechtigte      | 271.718 |      |                                                         |         |      |
|                                     |                      |         |      |                                                         |         |      |
| Quelle: Innenministerium            |                      |         |      |                                                         |         |      |